# East Ham
East Ham è un quartiere di Londra, in Inghilterra, parte del borgo londinese di Newham; si trova a 12,8 chilometri a nord-est di Charing Cross. L'area è identificata nel Piano di Londra come uno dei 35 "centri maggiori" della Grande Londra.